# Alexandre Polechtchouk
Alexandre Fiodorovitch Polechtchouk (en russe : Александр Фёдорович Полещук), né le 30 octobre 1953, est un cosmonaute russe.

## Biographie
Il est diplômé de l'Institut d'Aviation de Moscou en 1977 avec un diplôme de construction mécanique. Il rejoint RSC Energia en tant qu'ingénieur de contrôle, où il est occupé au perfectionnement des techniques de réparation et d'assemblage exécutées pendant les vols spatiaux. Il a une expérience étendue dans les travaux d'essai dans des conditions simulées de l'apesanteur.
En février 1989 il est choisi en tant que candidat cosmonaute d'essai (en tant que spécialiste civil). De septembre 1989 à janvier 1991 il subit le cours complet de la formation générale de l'espace et est qualifié en tant que cosmonaute d'essai, et jusqu'à mars 1992 il entreprend la formation avancée pour le vol sur véhicule de transport Soyouz-TM et station Mir.

## Vol réalisé
En 1992 il est choisi en tant qu'ingénieur de vol de secours de la mission russo-française commune Soyouz TM-15, puis ingénieur de vol de l'équipage principal de Soyouz TM-16. Dans l'espace du 24 janvier au 22 juillet 1993, il participe à un vol spatial de 179 jours avec Guennadi Manakov, en tant que membre de l'expédition Mir EO-13, à bord de Mir.
Pendant le vol il exécute deux sorties extra-véhiculaire totalisant 9 heures et 58 minutes. En outre l'essai du montage partiel du Système d'amarrage périphérique androgyne du module Kristall est réalisé. D'octobre 1994 à mars 1995, il est formé comme ingénieur de vol de secours pour la mission Soyouz TM-21 et la 18e expédition Mir.